# Lushnjë distrikt
Lushnjas distrikt (albanska: Rrethi i Lushnjës) var ett av Albaniens 36 distrikt. Det hade ett invånarantal på 143 000 och en area av 712 kvadratkilometer. Det var beläget i västra Albanien, och dess centralort var Lushnja. Andra städer i det här distriktet var Rrogozhina och Divjaka.